# Huixquilucan

Interlomas, Huixquilucan

Huixquilucan é um município do estado do México, no México.